# 中华人民共和国国家城市湿地公园列表
城市湿地公园，是指利用纳入城市绿地系统规划的适宜作为公园的天然湿地类型，通过合理的保护利用，形成保护、科普、休闲等功能于一体的公园。
具备下列条件的湿地，可以申请设立国家城市湿地公园：
- 能供人们观赏、游览，开展科普教育和进行科学文化活动，并具有较高保护、观赏、文化和科学价值的；
- 纳入城市绿地系统规划范围的；
- 占地500亩以上能够作为公园的；
- 具有天然湿地类型的，或具有一定的影响及代表性的。

国家城市湿地公园由住房和城乡建设部批准设立。迄今全国共有49处国家城市湿地公园。

## 国家城市湿地公园列表
- 北京市
  - 海淀区翠湖国家城市湿地公园

- 河北省
  - 唐山市南湖国家城市湿地公园
  - 保定市涞源县拒马源国家城市湿地公园

- 山西省
  - 长治市长治国家城市湿地公园
  - 吕梁孝义市胜溪湖城市湿地公园

- 内蒙古自治区
  - 额尔古纳城市湿地公园

- 辽宁省
  - 铁岭市莲花湖城市湿地公园

- 吉林省
  - 镇赉县南湖国家城市湿地公园

- 黑龙江省
  - 讷河市雨亭国家城市湿地公园
  - 哈尔滨市群力国家城市湿地公园
  - 黑河五大连池火山城市湿地公园

- 江苏省
  - 无锡市长广溪国家城市湿地公园
  - 常熟市尚湖国家城市湿地公园
  - 常熟市沙家浜国家城市湿地公园
  - 南京市绿水湾国家城市湿地公园
  - 昆山市城市生态公园
  - 南京市高淳区固城湖城市湿地公园

- 浙江省
  - 绍兴市镜湖国家城市湿地公园
  - 临海市三江国家城市湿地公园
  - 台州市鉴洋湖城市湿地公园
  - 嘉兴市石臼漾湿地公园
  - 湖州市吴兴西山漾城市湿地公园

- 安徽省
  - 淮北市南湖国家城市湿地公园
  - 淮南市十涧湖国家城市湿地公园

- 江西省
  - 新余市孔目江国家城市湿地公园

- 山东省
  - 荣成市桑沟湾国家城市湿地公园
  - 东营市明月湖国家城市湿地公园
  - 东平县稻屯洼国家城市湿地公园
  - 临沂市滨河国家城市湿地公园
  - 海阳市小孩儿口国家城市湿地公园
  - 安丘市大汶河国家城市湿地公园
  - 沾化县徒骇河国家城市湿地公园
  - 临沂市双月湖国家城市湿地公园
  - 潍坊市白浪绿洲国家城市湿地公园
  - 昌邑市潍水风情湿地公园
  - 寿光市滨河城市湿地公园

- 河南省
  - 三门峡市天鹅湖国家城市湿地公园
  - 南阳市白河国家城市湿地公园
  - 平顶山市平西湖城市湿地公园
  - 平顶山市白鹭洲城市湿地公园

- 湖北省
  - 武汉市金银湖国家城市湿地公园

- 湖南省
  - 常德市西洞庭湖青山湖国家城市湿地公园

- 福建省
  - 厦门市杏林湾湿地公园

- 广东省
  - 湛江市绿塘河国家城市湿地公园
  - 东莞城市湿地公园
  - 惠州市大亚湾红树林城市湿地公园

- 重庆市
  - 璧山区观音塘湿地公园

- 四川省
  - 南充市阆中古城湿地公园为国家城市湿地公园

- 贵州省
  - 贵阳市花溪城市湿地公园
  - 贵阳红枫湖—百花湖城市湿地公园

- 甘肃省
  - 张掖市城北城市湿地公园
  - 张掖高台黑河湿地公园

- 宁夏回族自治区
  - 银川市宝湖国家城市湿地公园

- 新疆生产建设兵团
  - 农六师五家渠市青格达湖湿地公园